# Sopa de huevo
La sopa de huevo es un tipo de sopa hecha con huevo batido, caldo de pollo y agua hirviendo. Suelen añadírsele condimentos tales como sal, pimienta negra y cebollino. La sopa se termina añadiendo un poco de huevo batido al caldo hirviendo, creando así hebras finas y sedosas de huevo cocido que flotan en ella. La sopa de huevo es conocida con recetas diferentes, en varios países del mundo.

## Gastronomía sinoestadounidense
En los Estados Unidos la sopa de huevo suele ser una de las principales ofrecidas en la gastronomía sinoestadounidense, llamándose también sopa de flor de huevo.

## Gastronomía china
En la cocina china las sopas de huevo tienen una consistencia más clara que sus equivalentes de Occidente. Según la región, puede guarnecerse con ingredientes que van del tofu al cebollino, la cebolleta, los brotes de judía o incluso el maíz.

## Gastronomía japonesa
En Japón los huevos se añaden con frecuencia a la sopa sin batir, como colofón para el tsukimi de udon o soba. El aspecto de la yema entera es responsable del nombre, que significa ‘contemplar la luna’.

## Gastronomía europea
En Francia se elabora el tourin, una sopa de ajo hecha con clara de huevo revuelta en el caldo de forma similar a como se hace la sopa de huevo asiática.
En Austria la sopa de huevo es una receta simple y tradicional habitualmente preparada para los niños pequeños y los enfermos. Se mezclan huevos revueltos con harina y se vierten en sopa hirviendo para obtener pequeñas bolitas de huevo. Pueden añadirse especias al gusto.
En Italia la stracciatella, una versión hecha con huevo y queso parmesano, es una variante popular de la sopa de huevo.